# Оливер, Кинг
Джо́зеф «Кинг» О́ливер (англ. Joseph "King" Oliver; род. 11 мая 1885, приход Асеншен, Луизиана, США ― 10 апреля 1938, Саванна) — американский джазовый корнетист и дирижёр. Начинал обучение музыке как тромбонист, примерно с 1907 года играл в разных духовых и танцевальных оркестрах, а также участвовал в небольших негритянских группах в барах и кабаре Нового Орлеана. В 1918 году он перебрался в Чикаго, где через два года собрал свой первый оркестр. В 1922 году коллектив под названием «Креольский джазовый оркестр Кинга Оливера» (англ. King Oliver’s Creole Jazz Band) начал выступать в зале Lincoln Gardens.
В 1925 году Креольский оркестр в слегка изменённом составе успешно играл в Чикаго, но вскоре после окончания контракта в 1927 году коллектив распался. В 1930―1936 годах Оливер много гастролировал по США с различными небольшими оркестрами, но начиная с 1931 года больше не записывался. Последние годы жизни Кинг Оливер провёл в городе Саванна.
Подобно многим джазовым корнетистам новоорлеанского периода, Оливер играл в мелодическом стиле преимущественно в квадратной ритмике (в противоположность ритмической свободе молодого Армстронга и его последователей). В игре Оливера встречались различные эффекты, заимствованные из блюзового вокала, он часто использовал сурдины разных форм, изменяя тембр своего инструмента.
Оливер выступал почти исключительно со своим коллективом и хорошо справлялся с обязанностями лидера. Успех Креольского оркестра во многом обеспечила строгая дисциплина, которой Оливер требовал от музыкантов. Из всех корнетистов раннего новоорлеанского периода только Оливер делал записи, и возрождение этого стиля, начавшееся вскоре после кончины музыканта, обязано именно ему.

## Биография

### Детство и юность
Джозеф Оливер родился 11 мая 1885 года в бедной семье. Мать Вирджиния Джонс родилась во Флориде в сентябре 1854 года, работала поварихой на хлопковой плантации, скончалась 13 июня 1900 года в Новом Орлеане. Отец Натан Оливер по одним источником был рабочим, умершим в Новом Орлеане в феврале 1909 года в возрасте 64 лет, по другим данным — церковным проповедником около 1850 года рождения.
В детстве в результате несчастного случая Оливер ослеп на один глаз (впоследствии при игре на музыкальном инструменте Оливер любил надвинуть на больной глаз котелок, чтобы никто не обращал внимания на его дефект). В 15 лет после смерти матери приехал в Новый Орлеан, работал поденщиком и осваивал корнет, а также тромбон. Примерно в то же время Оливер начал играть в одном из местных духовых оркестров, в период формирования раннего джаза Оливер выступал в известных негритянских и креольских ансамблях Нового Орлеана. В начале 1910-х годов он работал в Сторивилле и в разное время играл практически со всеми новоорлеанскими пионерами джаза. К 1915 году его уже считали одним из ведущих джазменов города.

### Творческий путь
С 1907 года Оливер вовсю зарабатывал музыкой, играя в различных оркестрах: в Olimpia Band (1911—1914), в оркестре Кида Ори (1914—1917), а также в Eagle Band, Onward Band и Magnolia Band. В 1915 году вместе с Сиднеем Беше собрал собственную группу и в 1918 году переехал в Чикаго, где добился огромного успеха, выступая в клубе Royal Gardens и кабаре Lincoln Gardens.
В 1917 году в связи с вступлением Соединённых Штатов в Первую мировую войну власти объявили Новый Орлеан стратегически важным городом и под этим предлогом закрыли увеселительные заведения, дававшие работу многочисленным музыкантам. Из-за этого началась мощная миграция музыкантов на север, в первую очередь в Чикаго, где к началу 1920-х годов сконцентрировались лучшие музыкальные силы, как из Нового Орлеана, так и из других городов США. Типичным примером таких ансамблей и стал собранный Кингом Оливером коллектив Creole Jazz Band. В 1922 году молодой Луи Армстронг по приглашению Оливера начал работать в Creole Jazz Band вторым корнетистом. Сам Армстронг позднее говорил об Оливере, как о своём учителе, и называл его «Папа Джо».
Имея в своем составе новоорлеанских знаменитостей — кларнетиста Джонни Доддса, его младшего брата ударника «Бэби» Доддса, чикагскую молодую и образованную пианистку Лил Хардин, тромбониста Оноре Дютре и контрабасиста Уильяма Мануэля Джонсона, бэнд исполнял образцы импровизационного новоорлеанского джаза. Оркестр, в котором мастерски использовались переклички двух труб, записал такие хиты, как «Mabel’s Dream», «Dippermouth Blues», «Chimes Blues» и «Canal Street Blues». Позже к Оливеру присоединились Барни Бигард, Джимми Нун и Альберт Николас, и вместе с ними в 1928 году оркестр записал ещё несколько хитов — «Someday Sweetheart», «Dead Man Blues» и «West End Blues». После переезда с Creole Jazz Band в Нью-Йорк Кинг Оливер допустил крупный просчёт, оказавший роковое влияние на всю его дальнейшую жизнь: он отказался от регулярных выступлений в Cotton Club, клубе, который позднее стал трамплином к известности оркестра Дюка Эллингтона.

### Последние годы жизни и смерть

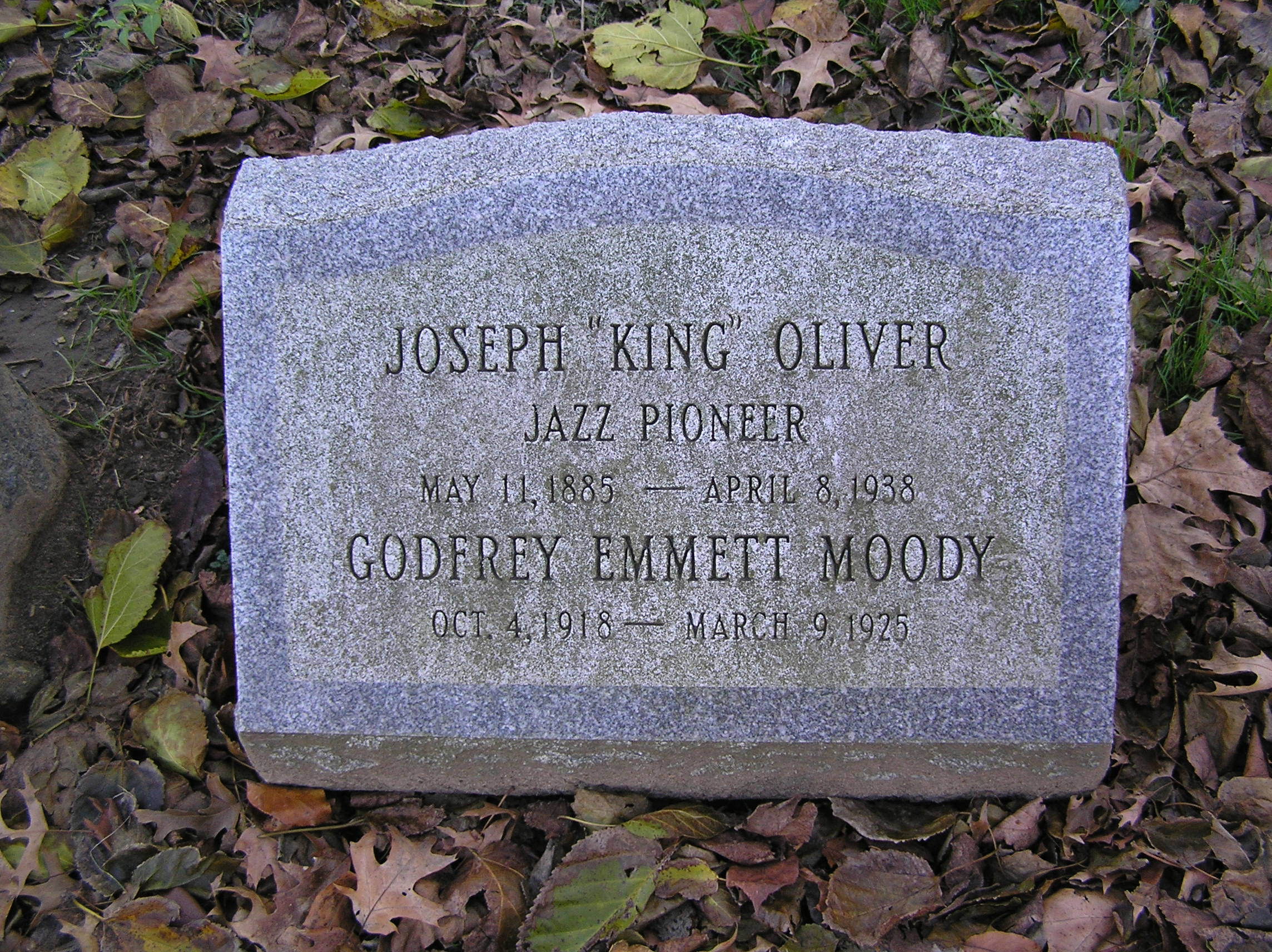
Надгробие Кинга Оливера на кладбище Вудлон

В середине 1930-х популярность Кинга Оливера стала сходить на нет. Из-за пристрастия к сладостям у него развилась болезнь зубов, в связи с чем мастерство владения корнетом и тромбоном стало ухудшаться. Помимо этого Великая депрессия повлияла на финансовое положение Оливера: банк, в котором находились его деньги, обанкротился, в результате чего Оливер был вынужден устроиться уборщиком и швейцаром в казино Wimberly’s Recreation Hall.
По некоторым данным у Оливера развился артериосклероз, и, будучи неспособным оплачивать лечение, он скончался от внутримозгового кровоизлияния в городе Саванна 8 апреля 1938 года. Музыканта похоронили на кладбище Вудлон в Нью-Йорке, где покоятся также многие из джазовых последователей Кинга Оливера: Коулмен Хоукинс, Лайонел Хэмптон, Уильям Кристофер Хэнди, Макс Роуч и Майлс Дейвис.
В 2007 году Кинг Оливер был посмертно введён в Зал Славы Ричмонда.

## Личная жизнь
Женой Кинга Оливера была Стелла Доминик, с которой он заключил брак 13 июня 1911 года.

## Комментарии
1. ↑  В некоторых источниках указывается дата 19 декабря 1884 года.[2]